# Iratsume
Iratsume is een geslacht van vlinders van de familie van de Lycaenidae, uit de onderfamilie van de Theclinae.  De wetenschappelijke naam en de beschrijving van dit geslacht werden voor het eerst in 1942 gepubliceerd door Atuhiro Sibatani en Syusiro Ito.
Dit geslacht is monotypisch, dat wil zeggen dat het maar één soort heeft namelijk Iratsume orsedice (Butler, 1882) uit Japan.